# Universidade Metropolitana de Toronto
A Universidade Metropolitana de Toronto (TMU ou Toronto Met, em inglês:  Toronto Metropolitan University, conhecida até abril de 2022 como Universidade Ryerson (RU; em inglês:  Ryerson University) é uma universidade localizada em Toronto, na província de Ontário, Canadá. Possui o maior corpo estudantil de graduação do Canadá, responsável pela educação de 20 mil estudantes em cursos de graduação (mais de 65 mil, se incluidos aqueles que estão estudando na universidade em cursos de reforço educacional).
A universidade tem se expandido rapidamente em tempos recentes, com a construção de seis prédios na última década, o mais notável do qual localizado no cruzamento da Dundas Street e Bay Street.

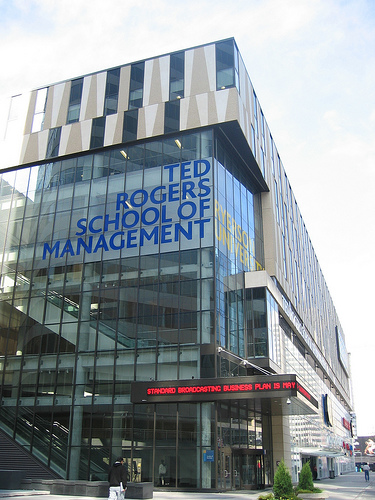
Prédio da Escola de Administração da universidade, localizado na Dundas Street.